# Il rinoceronte
Il rinoceronte (in francese: Rhinocéros) è un'opera teatrale di Eugène Ionesco, che si inserisce in quello che viene definito teatro dell'assurdo. Scritta nel 1959, viene rappresentata per la prima volta al Teatro dell'Odéon, a Parigi, il 22 gennaio 1960, con regia di Jean-Louis Barrault e costumi di Jacques Noël. Nell'aprile dello stesso anno viene rappresentata la prima inglese de Il rinoceronte al Royal Court Theatre di Londra, con regia di Orson Welles e Laurence Olivier nel ruolo di Berenger. 
Tra le più complesse ed interessanti opere del teatro dell'assurdo, Il rinoceronte tratta di un'immaginaria epidemia di "rinocerontite", che ha inizio in un piccolo paese di provincia della Francia, per poi diffondersi in tutto il paese. L'opera ha sfumature surreali ed estremamente divertenti: nondimeno è abbastanza trasparente l'allusione al significato politico della metamorfosi. La trasformazione degli esseri umani in rinoceronti dovrebbe essere un riferimento al cedimento dell'uomo comune (e dell'intellettuale) a tendenze totalitarie. Nelle ultime righe il protagonista, che conosce durante lo svolgimento dell'opera una maturazione notevole, decide di opporsi e resistere fino alla fine. 

## Trama

### Atto primo
La spettacolo ha un doppio inizio: è mezzogiorno e una donna con la borsa vuota della spesa - e un gatto sottobraccio - attraversa in silenzio la scena. Mentre passa viene osservata dalla droghiera che capisce con disappunto che la signora, un tempo sua cliente, ora si rifornisce in altri negozi.
Il palcoscenico rimane vuoto per alcuni secondi.
Assistiamo quindi all'incontro tra due uomini (Berenger e Jean) che vanno a sedersi al tavolino di un caffè. Jean - che "non ha tempo da perdere" e ha un'alta considerazione di se stesso - critica Berenger per la sua sciatteria ("vestiti stazzonati, camicia lurida"), il vizio dell'alcool, le orge notturne. I rimproveri crescono di intensità fino al punto che Jean afferma: "Mi vergogno di essere suo amico". Berenger subisce senza replicare (e le didascalie lo descrivono infatti "sonnolento" e "intontito"), ma a un certo punto ha un moto di resistenza ("io non mi adatto alla vita") che non ha però conseguenze immediate.
Improvvisamente compare un rinoceronte che crea scompiglio tra i presenti: Jean, la cameriera, il droghiere, la droghiera, il filosofo e la casalinga (la donna che ha aperto lo spettacolo). Quest'ultima si spaventa e lascia cadere la sporta, senza però abbandonare il gatto, sempre stretto in braccio. Intanto Berenger - per nulla sconvolto dall'epifania del pachiderma - cerca di contenere lo stupore di Jean; contemporaneamente poco più in là 'il filosofo' ha cominciato a spiegare il concetto di sillogismo al 'vecchio signore'.
Le ipotesi proposte da Berenger per spiegare la comparsa dell'animale - fuga dell'animale da uno zoo, presenza di rinoceronti nelle paludi limitrofe - vengono sistematicamente smontate da Jean. Berenger replica finalmente seccato: "E che ne so, allora! Si sarà nascosto sotto un sassolino...oppure avrà fatto il nido su un ramo secco".
I 'paradossi' (così nel testo) di Berenger divertono poco Jean e i due finiscono per litigare. Il litigio viene momentaneamente messo da parte perché Berenger vede passare Daisy (una collega d'ufficio) e si nasconde, vergognandosi del proprio stato (l'abbigliamento trasandato, lo stato di ebbrezza, ecc.). Nella discussione seguente con Jean assistiamo alla seconda confessione di Berenger: "Sono anni che mi sento stanco...anni! Faccio un tale sforzo a trascinare in giro la mia carcassa". E poco dopo: "Ho sempre l'impressione che il mio corpo sia di piombo...come se portassi un altro sulle spalle. Non riesco ad aver coscienza di me stesso...non so nemmeno se sono proprio io".
Mentre Jean e Berenger continuano la loro discussione, al tavolo accanto il filosofo approfondisce il sillogismo: "Il gatto ha quattro zampe. Isidoro e Fricot hanno ciascuno quattro zampe. Dunque Isidoro e Fricot sono due gatti". Il vecchio signore risponde che anche il suo cane ha quattro zampe, quindi, secondo la logica, sarebbe un gatto. Il filosofo gli dà ragione e quasi a dimostrare l'errore (del primo sillogismo) espone un nuovo sillogismo (altrettanto fallace): "I gatti sono mortali. Ma anche Socrate è mortale. Dunque, Socrate è un gatto". In realtà il filosofo è serio.
Nel frattempo Jean sta elogiando la propria forza morale, mentre Berenger al contrario denuncia la propria inettitudine ed espone la convinzione nichilista che "vivere sia una cosa anormale". La consapevolezza che la ragazza amata (Daisy) è ambita anche da Dudard, collega di sicuro avvenire (laureato, simpatico al padrone, ecc.) completa il suo stato di abbattimento: l'amico allora lo invita alla lotta, lo incita ad armarsi di pazienza, cultura ed ingegno: "Visiti i musei, legga le riviste letterarie, vada alle conferenze. tutto questo la distrarrà dall'angoscia, dalla depressione. [...] In quattro settimane lei sarà un uomo colto".
Però appena Berenger appare convinto dalle proposte dell'amico (che tra le altre cose gli cita il teatro di avanguardia di un tale Ionesco) e lo invita la sera stessa a teatro, l'amico declina l'invito, perché ha un appuntamento in trattoria. A questo punto si sente di nuovo un barrito e lo scalpiccio degli zoccoli di un rinoceronte. "Questa volta è però una cosa seria", commentano alcuni: il gatto della casalinga rimane infatti schiacciato dal passaggio del pachiderma. 
Tutti cominciano a consolare la casalinga (il filosofo lo fa da par suo, spiegandole che tutti i gatti sono mortali), e in breve nasce una discussione tra Jean e Berenger. Quest'ultimo non si fa più sottomettere da Jean e solleva tre questioni: 
1. quanti rinoceronti sono apparsi (uno o due);
2. quante corna (una o due) hanno i rinoceronti (o il rinoceronte);
3. specie del rinoceronte (africano o asiatico).

La discussione finisce in lite tra i due (c'è l'intervento del filosofo che non risolve nulla, se non attenuare il rilievo del terzo punto), e Jean si congeda indignato e insultando l'amico. Sul rammarico di Berenger (che ha risposto comunque duramente all'altro) si chiude l'atto. 

### Atto secondo
Il secondo atto comincia nell'ufficio in cui lavora Berenger, dove i personaggi presenti, Daisy, dattilografa, Botard, insegnante in pensione, Dudard, il vice direttore dell'Ufficio, e il signor Papillon, il caporeparto, discutono di ciò che è accaduto nella piazza il giorno precedente, e presto si aggiungerà alla discussione anche Berenger. Dudard, Daisy e Berenger affermano che i due rinoceronti siano passati per la piazza e affermano quindi la loro esistenza, mentre Botard nega veementemente, dichiarando che sia solo una trovata dei giornali e dei mezzi di informazione.
Improvvisamente la discussione viene interrotta dall'arrivo della signora Bœuf, moglie del signor Bœuf, stranamente assente al lavoro, che è stata appena inseguita da un rinoceronte, ma in breve riconosce nell'animale il marito. Poiché il rinoceronte ha distrutto le scale in legno, i personaggi sono costretti a uscire dalla finestra con una scala dei pompieri, che stranamente sono impegnati in più casi del genere in tutta la zona, dove sono stati avvistati già molti rinoceronti.
Nella seconda parte dell'atto Berenger si reca a visitare Jean per chiedergli scusa della discussione avuta il giorno prima, ed entrando nell'appartamento trova l'amico malato, in condizioni molto preoccupanti: è il segno della volontaria metamorfosi di Jean che avverrà tra breve sotto lo sguardo spaventato di Berenger; quest'ultimo scopre poco dopo che tutti si stanno gradualmente trasformando in rinoceronti.

### Atto terzo
Berenger è chiuso nel suo appartamento, terrorizzato all'idea di prendere la "rinocerontite", mentre intanto i rinoceronti imperversano in massa per le strade, essendo diventati ormai la schiacciante maggioranza. L'uomo riceve la visita di Dudard, e con lui comincia a discutere del fenomeno: Berenger pensa che siano esseri con cui il dialogo è impossibile, e che devono essere assolutamente combattuti, mentre il suo collega ritiene che si debba accettare questa nuova situazione. In seguito arriva anche Daisy, ma Dudard lascia i due per unirsi ai rinoceronti, poiché sente che "il suo dovere è quello di seguire il suo leader ed i suoi compagni".
Berenger e Daisy si promettono l'un altro eterno amore e che insieme vivranno nonostante tutto, ma ciò dura per pochissimo tempo, poiché anche la ragazza lo abbandona. Berenger sembra incerto, pensa addirittura di essere lui ad avere torto, e confrontandosi con i rinoceronti pensa di essere più brutto di loro, ma alla fine decide di rimanere l'unico umano rimasto e di non arrendersi, iniziando la Resistenza.

## Adattamenti
L'opera fu riadattata dal regista Gian Carlo Riccardi nel 1964. Fu ripresa, inoltre, per il film omonimo del 1974, diretto da Tom O'Horgan, con Zero Mostel nella parte di John (Jean nell'opera di Ionesco), Gene Wilder nel ruolo di Stanley (Berenger) e Karen Black in quello di Daisy.
Nel 1990 essa fu adattata anche al Chichester Festival Theatre, in Inghilterra, per il musical Born Again, realizzato da Peter Hall, Julian Barry e dal compositore Jason Carr.
Inoltre è stato fatto un adattamento de Il Rinoceronte anche dal regista iraniano Farhad Ayeesh, sotto il nome di Kargadan.

## Curiosità
- A un certo punto nel primo atto è presente un riferimento ironico dell'autore nei confronti di se stesso: infatti Jean consiglia all'amico di andare ad assistere a rappresentazioni teatrali, in particolare quelle del teatro d'avanguardia, e quindi gli propone di andare a vedere una commedia di Ionesco.

- Nella presentazione de La grande magia Eduardo De Filippo cita proprio Il rinoceronte come esempio di teatro dell'assurdo che ha avuto successo, in contrapposizione al mancato successo del suo testo, a suo tempo.